# 常盤大定
常盤 大定（ときわ だいじょう、1870年5月8日〈明治3年4月8日〉 - 1945年〈昭和20年〉5月5日）は、仏教研究者、浄土真宗大谷派の僧。号は「榴邱」。

## 経歴
1870年、磐城国伊具郡大張村（現宮城県伊具郡丸森町）で常盤大宣の二男として生まれた。生家は順忍寺。15歳の時に仙台新寺小路の道仁寺に入り、伯父・常盤了然の養子となった。小学校の卒業を待たず東京に出て、大谷教校に入学。大谷教校では漢籍中心であったため、共立学校で併せて英語を学んだ。1889年、第一高等中学に進学。
1895年(明治28年)、東京帝国大学文科大学哲学科に入学。当時、井上哲次郎、元良勇次郎らが教官を務めていたが、最も影響を受けたのは一高時代から徳風会を通じて知っていた村上専精であったという。1898年に卒業。
卒業後は、真宗大谷派講師。1907年、東京帝国大学文学部講師として印度哲学を担当。1921年に文学博士となった。1925年に教授昇格。1931年に東京帝国大学を定年退官し、その後は東洋大学教授となった。
東方文化学院東京研究所が開設されると、評議員となり、また自らも研究員として研究に従事。宗門においては、1939年より浅草本願寺の輪番、東京の宗務出張所長を務めた(1942年まで)。在任中に1923年の関東大震災で焼失した浅草本願寺の堂宇再建が成った。1944年、安藤正純の援助を受けて興亜佛教文化研究所を開設して自ら所長に就いた。
1945年2月に仙台へ帰郷し、同年5月8日に自坊道仁寺にて寂。自坊の境内に墓碑がある(碑は塩谷温撰)。

## 研究内容・業績
1917年から1929年の間に五度中国に渡り、仏教・儒教・道教に関する文化史跡を踏査、関野貞との共著『支那仏教史蹟』『支那文化史蹟」を著した。
1. 第1回：房山、雲岡、正定、天龍山、龍山、龍門、漢陽、玉泉山、盾山、南京、宝華山、杭州
2. 第2回：済南、泰山、開封、洛陽、龍門、嵩山、帰徳、宝山、南岳、漁山、南京、楊州、茅山
3. 第3回：天台山、普陀山、寧波、響堂山、洛陽、誰県、順山、四祖山、楊州、杭州
4. 第4回：山東省各地
5. 第5回：広州、詔州、雲門山、潮州、原門、福州、黄檗山

門下生
- 結城令聞：東方文化学院東京研究所の第1期研究員として推薦。
- 横超慧日

## 家族・親族
- 実父：常盤大宣
- 父(伯父)：常盤了然

## 著作
著書
- 『仏陀之聖訓』編 無我山房 1904
- 『馬鳴菩薩論 教界文豪』金港堂 1905
- 『印度文明史』博文館 1906
- 『法句経 南北対照英・漢・和訳』博文館 1906
- 『釈迦牟尼伝』丙午出版社 1908
- 『仏典の解説』丙午出版社 1918
- 『古賢の跡へ 支那仏蹟蹈査』金尾文淵堂 1921
- 『支那仏教史蹟』金尾文淵堂 1923
- 『仏伝集成』丙午出版社 1924
- 『支那に於ける仏教と儒教道教』東洋文庫 1930
- 『仏性の研究』丙午出版社 1930
  - 再版 国書刊行会、1972
- 『随筆 超と脱』仏教年鑑社 1933
- 『学と道』時潮社 1934
- 『仏祖と師友』大雄閣 1934
- 『宝林伝の研究』東方文化学院東京研究所 1934
  - 再版 国書刊行会、1973
- 『勝鬘経概説』東方書院 日本宗教講座 1935
- 『支那の仏教』青年仏教叢書 三省堂 1935
- 『仏教の精神』大日本図書 1936
- 『後漢より宋斉に至る訳経総録』東方文化学院東京研究所 1938
  - 再版 国書刊行会 1973
- 『支那仏教史蹟踏査記』竜吟社 1938
  - 再版 国書刊行会 1972
- 『支那仏教の研究』春秋社 1938
  - 再版 名著出版 1974
- 『続・支那仏教の研究』春秋社松柏館 1941
- 『支那仏教の研究 第3』春秋社松柏館 1943
- 『日本仏教の研究』春秋社松柏館 1943

### 共編著
- 『支那仏教史蹟』関野貞共著 仏教史蹟研究会 1925-1926
- 『仏教要典』編 博文館 1933
- 『支那文化史蹟』第1至12 関野貞共編 法蔵館 1939-1941
  - 改題『中国文化史蹟』法蔵館、1975
- 『国訳大蔵経 経部 第10巻 過去現在因果経・仏本行集経、第11巻 仏本行集経』国民文庫刊行会 1917-1918

### 記念論文集
- 『仏教論叢 常盤博士還暦記念』宮本正尊編 弘文堂書房 1933

## 参考資料
- 横超慧日「常盤大定先生：中国仏教史研究の大成者」『佛教学セミナー』8, 1968年, 62-74頁.PDF